# جولييان كاردوزو
جولييان كاردوزو (بالإسبانية: Julián Cardozo)‏ هو لاعب كرة قدم مكسيكي، ولد في 2 يناير 1991 في سانتا في في الأرجنتين. لعب مع Club Aurora ‏.

## وصلات خارجية
- جولييان كاردوزو على موقع قاعدة بيانات كرة القدم.إي يو (الإنجليزية)
- جولييان كاردوزو على موقع Soccerway.com (الإنجليزية)